# Simyra flavida
Simyra flavida là một loài bướm đêm trong họ Noctuidae.